# Eddie Bayers

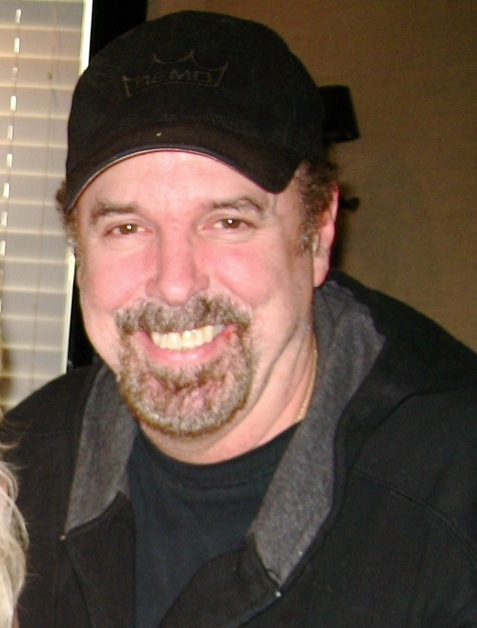
Eddie Bayers

Eddie Bayer (nacido el 28 de enero de 1949) es un  baterista de sesión estadounidense que ha tocado en 150 álbumes de platino y oro. Recibió el premio al "Batería del Año" de la "Academia de la Música Country" durante ocho años consecutivos, y tres veces en la misma categoría de los Premios de la Música de Nashville. También es miembro de dos bandas: The Players y The Notorious Cherry Bombs.

## Primeros años
Hijo de un militar, Bayers se mudó a menudo de niño, originario de Maryland, a continuación, pasó tiempo en Nashville, el Norte de África, Oakland, y Filadelfia. Su temprana formación musical fue como pianista clásico estudiando Bach, Beethoven y Mozart. Durante sus años de universidad en Oakland, California improvisaba con futuras estrellas como Jerry García, y Tom y John Fogerty y desarrolló cierta apreciación por los aspectos creativos de la música. Después de una corta estancia en el show de una banda de Nueva Jersey decidió mudarse a Nashville.

## Trabajo de sesión
Recién llegado a Nashville en 1973, Bayers se convirtió en el teclista oficial en el Carrusel Club donde conoció al baterista Larrie Londin, quién le inspiró para dedicarse a la batería. Su estilo de tocar la batería estuvo influido por músicos del Soul como Al Jackson, Jr. y Clyde Stubblefield. Se convirtió en músico profesional de Audio Media Studios a la batería junto con el guitarrista Paul Worley, el teclista Dennis Burnside, y el bajista Jack Clement, tocando en grabaciones de Tanya Tucker, John Denver, Ricky Skaggs y George Strait. 
Desde entonces ha trabajado con The Beach Boys Playa,, Garth Brooks Glen Campbell, Kenny Chesney, Peter Frampton, Vince Gill, Rebecca Lynn Howard, Julio Iglesias, Alan Jackson, Elton John, Mark Knopfler, Uncle Kracker, Bob Seger, Sting, Steve Winwood, y Trisha Yearwood. También ha producido los álbumes de Rosanne Chash "Interiors", de Glen Campbell "A Glen Campbell Christmas", y la banda sonora para "Una Cosa Llamada Amor.

## Bandas

### The Players
En 2002 Bayers formó una banda, The Players, con Brent Mason, Paul Franklin, John Hobbs y Michael Rhodes, amigos músicos de estudio. El grupo publicó un DVD, Live in Nashville, presentando sus propias actuaciones junto con apariciones especiales de Peter Frampton, Shawn Colvin, Travis Tritt, Vince Gill, y Jim Horn.

### The Notorious Cherry Bombs
Bayers reemplazó a su mentor anterior, el batería Larrie Londin, en una reunión de The Notorious Cherry Bomb para la cena de Premios 2003 ASCAP Country Awards. La banda decidió permanecer unida y ha sacado a la venta The Notorious Cherry Bombs, el cual estuvo nominado para dos Grammy en la categoría de «Mejor Actuación Country de un Dúo o Grupo Vocal» y «Mejor Canción Country». Junto con Bayers la banda consta de Vince Gill, Rodney Crowell, Hank DeVito, Richard Bennett, y Michael Rhodes.

### The Medallion Band
Un grupo estelar fue montado para ser la banda de apoyo en la ceremonia de introducción de 2010 del Country Music Hall of Fame apodado como The Medallion Band. Bayers cubría la batería y estuvo acompañado por el teclista y director de música John Hobbs, al Pedal Steel Player Paul Franklin, el guitarrista eléctrico Steve Gibson, el bajista Michael Rhodes, el violinista Deanie Richardson, a la tuba Larry Paxton, a los coros Alborean Sears y Jeff White, y el guitarrista acústico Biff Watson. Más tarde ese año Bayers y una ligeramente renovada Medallion Band acompañó a Shawn Campamento en honor al nuevo miembro de Salón de la Fama Jimmy Dean. Bayers tuvo la misma función para la ceremonia de 2011 de Country Music Hall of Fame con la banda que entonces llamó The Medallion All-Stars.

## Premios
Bayers recibió el premio al Batería del Año de la Academia de Música Country en 13 ocasiones, y tres veces el «Nashville Music Awards Drummer of the Year» (también mejor batería del año), y ha sido elegido uno de los diez mejores baterías de sesión de todos los tiempos por la revista Drumǃ. Ha sido nominado para el premio 'CMA Músico del Año' en diez ocasiones pero todavía no lo ha obtenido.

## Industria de la música
Además de su trabajo como músico, Bayers ha contribuido a la industria musical como miembro durante 12 años de Board of Governors for NARAS. Es también socio del estudio de grabación The Money Pit. Los números uno en sencillos «What I Really Ment to Say» de Cyndi Thomson y «Blessed» de Martina McBride fueron ambos grabados en su estudio.

## Discografía seleccionada
| Año  | Banda/de artista                                            | Álbum                                        | Contribución         | RIAA Certificación |
| ---- | ----------------------------------------------------------- | -------------------------------------------- | -------------------- | ------------------ |
| 1968 | Humo                                                        | Humo                                         | Teclados             |                    |
| 1979 | George Jones, GeorgeGeorge Jones                            | Mis Huéspedes Muy Especiales                 | Tambores             |                    |
| 1980 | Dolly Parton, DollyDolly Parton                             | 9 a 5 y Trabajos Extraños                    | Tambores             | Oro                |
| 1981 | John Denver, JohnJohn Denver                                | Algunos Días Son Diamantes                   | Tambores             | Oro                |
| 1982 | Ricky Skaggs, RickyRicky Skaggs                             | Carreteras & Heartaches                      | Percusión            | Platino            |
| 1984 | George Strait, GeorgeGeorge Strait                          | Hace Fort el valor Nunca Cruza Vuestra Mente | Tambores             | Platino            |
| 1984 | Reba McEntire, RebaReba McEntire                            | Mi Clase de País                             | Tambores             | Oro                |
| 1987 | Rosanne Cash, RosanneRosanne Dinero efectivo                | La tienda Récord de King                     | Tambores             | Oro                |
| 1987 | Tanya Tucker, TanyaTanya Tucker                             | Encantarme Gustarte Utilizado A              | Tambores             | Oro                |
| 1990 | Rosanne Cash, RosanneRosanne Dinero efectivo                | Interiores                                   | Tambores, productor  |                    |
| 1990 | Steve Winwood, SteveSteve Winwood                           | Refugiados del Corazón                       | Tambores             | Oro                |
| 1990 | Delbert McClinton, DelbertDelbert McClinton                 | Soy Contigo                                  | Tambores             |                    |
| 1991 | Trisha Yearwood, TrishaTrisha Yearwood                      | Trisha Yearwood                              | Tambores             | 2x platino         |
| 1993 | Elton John, EltonElton John                                 | Dúos                                         | Tambores             | Platino            |
| 1993 | Clay Walker, ClayClay Walker                                | Clay Walker                                  | Tambores             | Platino            |
| 1994 | Julio Iglesias, JulioJulio Iglesias                         | Loco                                         | Tambores             | Oro                |
| 1995 | Bob Seger, BobBob Seger                                     | Es un Misterio                               | Tambores             | Oro                |
| 1996 | Mark Knopfler, MarkMark Knopfler                            | Corazón dorado                               | Tambores             |                    |
| 1999 | Garth Brooks, GarthGarth Brooks                             | En la Vida de Chris Gaines                   | Tambores             | 2x platino         |
| 1999 | Glen Campbell, GlenGlen Campbell                            | Una Navidad de Campbell del Glen             | Percusión, productor |                    |
| 2004 | The Players, TheThe Jugadores                               | Vivir en Nashville DVD                       | Tambores             |                    |
| 2004 | The Notorious Cherry Bombs, TheThe Bombas de Cereza Notoria | Las Bombas de Cereza Notorias                | Tambores             |                    |
| 2008 | Elvis Presley, ElvisElvis Presley                           | Dúos de Navidad                              | Tambores             |                    |